# Country dance
La danza country è un ballo classificato nelle danze sociali tipico delle isole britanniche, in cui le coppie ballano insieme in alcune "figure" o "set". Le coppie generalmente sono formate da due o tre persone, raramente da quattro, cinque o sei.
Introdotti in Francia e poi in Germania e Italia nel corso del XVII secolo, i balli di campagna hanno dato origine alla "contradanse", una delle più importanti forme di danza nella musica classica.
La country dance, introdotta negli Stati Uniti d'America dagli immigrati inglesi,  ebbe grande influenza sulla musica statunitense come "Contraddanza" e rimane tutt'oggi popolare nei balli latino-americani come contradanza. In inglese viene tradotta come la classica danza campagnola inglese (Anglais).
Il termine "country dance" può riferirsi a delle figure di danza che hanno avuto origine sulle "piazze dei villaggi". Il termine si applica a dei balli fatti in cerchio o a triangolo. È una danza luminosa, ritmica e semplice.
La country dance incominciò ad influenzare la danza di corte del XV secolo e  diventò particolarmente popolare durante il periodo di Elisabetta I d'Inghilterra.
Le "danze di paese" o campagna avevano appello a fine serata come finale rinfrescante per una serata di danze storiche come il minuetto.